# Manoba grisescens
Manoba grisescens är en fjärilsart som beskrevs av Rothschild 1912. Manoba grisescens ingår i släktet Manoba och familjen trågspinnare. Inga underarter finns listade i Catalogue of Life.